# Ivan Aleksandrovič Vsevoložskij
Ivan Aleksandrovič Vsevoložskij (in russo Иван Александрович Всеволожский?; San Pietroburgo, 22 marzo 1835 – San Pietroburgo, 10 novembre 1909) è stato un direttore artistico, costumista e funzionario russo.

## Biografia
Nacque a San Pietroburgo nel 1835, nella nobile famiglia Vsevoložskij, discendenti di Rostislav I di Kiev. Dopo gli studi all'Università di San Pietroburgo, lavorò nel dipartimento di affari esteri e poi al consolato russo all'Aia e, dal 1876, a Parigi, dove sviluppò un grande amore per il teatro e la cultura francese. Il 3 settembre 1881, dopo l'ascesa al trono di Alessandro III, fu nominato direttore del Teatro Imperiale. In qualità di direttore del Teatro Imperiale, creò un direttivo che si occupasse del repertorio e dei salari, istituì una sala prove, organizzò un programma di insegnamento e fondò l'Annuario dei Teatri Imperiali, pubblicato tra il 1890 e il 1915. Inoltre, aumentò gli stipendi degli artisti, lavoratori e autori (questi, in particolare, videro le proprie percentuali dell'incasso al botteghino aumentare dal 2 al 10%), il che, insieme all'incremento dell'organico orchestrale, portò a un enorme aumento delle spese del Teatro e il suo tentativo di ovviare al problema rincarando i prezzi dei biglietti fu aspramente criticato.
In veste di direttore del teatro svolse un ruolo chiave nella creazione di alcuni dei grandi capolavori del balletto russo e alla nascita del fortunato sodalizio tra Pëtr Il'ič Čajkovskij e Marius Petipa. Matil'da Feliksovna Kšesinskaja affermò che Vsevoložskij "portò il balletto e l'opera russi a vette precedentemente sconosciute". Nel 1888 commissionò a Petipa quello che sarebbe diventato La bella addormentata, assicurandosi che fosse Čajkovskij a comporre la partitura e scrivendo personalmente il soggetto del balletto; fu lui a battezzare la protagonista "Aurora", il nome con cui il personaggio è stato reso celebre dal film d'animazione della Disney. Grande ammiratore di Čajkovskij, Vsevoložskij portò al debutto al Teatro Imperiale le opere L'incantatrice (1887) e La dama di picche (1891). Inoltre commissionò a Čajkovskij Iolanta e Lo schiaccianoci, entrambi portati al debutto a San Pietroburgo il 6 dicembre 1892. Disegnò personalmente i costumi de La bella addormentata e de Lo schiaccianoci. Visto il successo dei due balletti precedenti e avendone individuato il potenziale, nel 1895 affidò a Petipa e Lev Ivanovič Ivanov il compito di allestire una nuova edizione de Il lago dei cigni: il risultato fu la prima messa in scena di successo del balletto dopo i deludenti allestimenti moscoviti, lanciando così il successo del Lago in Occidente.
Nel 1899 lasciò il Teatro Imperiale per dirigere l'Ermitage, di cui fu direttore fino alla morte, avvenuta nel 1909 all'età di 74 anni. Fu sposato con Ekaterina Dmitrievna Volkonskaja, nipote di Pëtr Michajlovič Volkonskij, dal 1864 alla morte della principessa nel 1898 e la coppia ebbe due figlie.